# 角果藜
角果藜（学名：Ceratocarpus arenarius）为苋科角果藜属的植物。分布于蒙古、俄罗斯、伊朗以及中国大陆的新疆等地，生长于海拔500米至2,200米的地区，多生长于沙漠、戈壁、砂地、荒地和田边路旁，目前尚未由人工引种栽培。